# Ейдан Галлахер
Ейдан Ґаллаґер (англ. Aidan Gallagher; нар. 18 вересня 2003 року, Лос-Анджелес, Каліфорнія, США) — американський актор, екологічний активіст і музикант. Його першою великою роботою стала роль Ніккі Харпера в серіалі від Nickelodeon «Ніккі, Ріккі, Діккі і Дон». У 2019 році він зіграв Номер П'ять в серіалі «Академія Амбрелла». Також грає на гітарі і записав декілька пісень: «Blue neon», «Time», «For you», «Miss you», «4th of July».

## Кар'єра
Ейдан Ґаллаґер не одразу захопився акторською діяльністю, спочатку він був зацікавлений режисурою. На зйомках комедійного телесеріалу «Американська сімейка» в епізоді «The Wow Factor» у 2013 році режисер попросив побути Ейдана в кадрі, тому що йому сподобалося як хлопець виглядає. Поява в цьому телесеріалі є початком його кінокар'єри.
Потім Ґаллаґер отримав роль Ніккі Харпера в телесеріалі «Ніккі, Ріккі, Діккі і Дон». За цю роль він двічі номінувався на Kids' Choice Awards в 2016 і 2017 роках. У 2019 році на екрани вийшов серіал «Академія Амбрелла», де Ґаллаґер виконував роль Номера П'ять.

## Особисте життя
Ейдан є веганом і активно захищає навколишнє середовище. У 2018 році його призначили послом доброї волі ООН в Північній Америці.
Також Ейдан Ґаллаґер є співаком і автором пісень, грає на гітарі та піаніно.
Хлопець проводить ефіри на Патреоні, де він спілкується з фанатами, грає на гітарі та розважається з модераторами. Ефіри проходять у суботу на неділю. 
У вільний час пише пісні. У нього налічується безліч гітар та інших музичних інструментів. Любить природу та оберігає її. Ейдан активно поширює дописи про захист природи, про підтримку ЛГБТ та ін. 
Його батьків звати Роб та Лорен Ґаллаґер. Вони теж пов'язані з кіноіндустрією. В інстаграмі Роба можна знайти цікаві фото, Лорен публікує цікаві рецепти їжі. 
￼Ейдан має модераторів. Це Рейвен, Емілі, Емма, Сейліс, ВК (Вероніка), Теган(Тіган) та ін. 

## Фільмографія
| Рік          | Українська назва          | Оригінальна назва                          | Роль             |
| ------------ | ------------------------- | ------------------------------------------ | ---------------- |
| 2013         | Американська сімейка      | Modern Family                              | епізодична роль  |
| 2014—2018    | Ніккі, Ріккі, Діккі і Дон | Nicky, Ricky, Dicky & Dawn                 | Ніккі Харпер     |
| 2015         |                           | Nickelodeon's Ho Ho Holiday Special        | грає самого себе |
| 2017         | Літній табір Нікелодеон   | Nickelodeon's Sizzling Summer Camp Special | Пляжний хлопець  |
| 2019 — т. ч. | Академія Амбрелла         | The Umbrella Academy                       | Номер П'ять      |

## Нагороди та номінації
| Рік  | Нагорода            | Категорія                          | Робота                    | Результат |
| ---- | ------------------- | ---------------------------------- | ------------------------- | --------- |
| 2016 | Kids' Choice Awards | Улюблений актор телебачення        | Ніккі, Ріккі, Діккі і Дон | Номінація |
| 2016 | Young Artist Award  | Кращий молодий акторський ансамбль | Ніккі, Ріккі, Діккі і Дон | Номінація |
| 2017 | Kids' Choice Awards | Улюблений актор телебачення        | Ніккі, Ріккі, Діккі і Дон | Номінація |